# چونگ قره‌کول (شهرستان آلای)
چونگ قره‌کول (به لاتین: Chong-Karakol) یک منطقهٔ مسکونی در قرقیزستان است که در شهرستان آلای واقع شده‌است. چونگ قره‌کول ۱٬۲۵۶ نفر جمعیت دارد و ۲٬۶۷۹ متر بالاتر از سطح دریا واقع شده‌است.